# Маріан Келемен
Маріан Келемен (словац. Marián Kelemen, нар. 7 грудня 1979, Михайлівці) — словацький футболіст, воротар клубу «Ягеллонія». Виступав, зокрема, за клуби «Слован» та «Тенерифе».

## Клубна кар'єра
Народився 7 грудня 1979 року в місті Михайлівці, невеликому містечку на сході країни, поряд з кордоном з Україною. Розпочав займатися футболом у 8-річному віці у молодіжній академії місцевого клубу (СК Михайлівце). Протягом перших трьох років був польовим гравцем, але згодом тренери вирішили перевести Маріана на позицію воротаря, оскільки юнак мав піжходящі для цього фізичні дані. У 13-річному віці переїхав до МФК «Кошице», найвідомішого клубу цього регіону, а через два роки перейшов до «НАК Бреди», де виступав протягом наступних трьох років. На молодіжному рівні виступав у 7-ми різних клубах. В цей час також залучався до матчів юнацьких збірних Словаччини. У дорослому футболі дебютував 1999 року виступами за команду клубу «Слован», в якій провів два сезони, взявши участь у 16 матчах чемпіонату. У січні 2002 року перейшов до «Бурсаспору» з Туреччині, де став одним з улюбленців місцевих фанів (зіграв 50 матчів).
Проте через фінансові проблеми в турецькому клубі був змушений знову повернувся до Словаччини та підписав контракт зі «Слованом» (виступав у ньому протягом 4 місяців), проте вже незабаром став гравцем латвійського «Вентспілса», де був основним воротарем команди й зіграв у 25-и матчах місцевого чемпіонату. Влітку 2004 року розпочав іспанський вояж, який тривав протягом трьох років. У сезоні 2004/05 років виступав за «Тенерифе» (зіграв 7 матчів). Влітку 2006 року перейшов до «Весіндаріо». Обидва клуби представляли Канарські острови та виступали в Сегунда Дивізіоні.
Після вильоту «Весіндаріо», влітку 2007 року Келемен перейшов до «Аріса» (Фессалоніки). У січні 2009 року, але так і не ставши основним голкіпером грецького клубу, повернувся до Іспанії, де підписав контракт до завершення сезону з «Нумансією», яка на той час виступала в Ла-Лізі. За підсумку сезону клуб вилетів до нижчого дивізіону.
12 січня 2010 року підписав контракт зі «Шльонськом» (Вроцлав), де зіграв у більшості поєдинках польського клубу. 29 травня 2011 року в домашньому поєдинку проти «Арки» (Гдиня) (5:0) при цьому відзначився голом, реалізувавши пенальті на 85-й хвилині поєдинку, й встановив остаточний рахунок. Разом з командою у вересні-жовтні 2011 року лідирував у турнірній таблиці польської Екстракляси. У 2011 році також зіграв у матчах другого та третього кваліфікаційного раундів Ліги Європи УЄФА 2011/12. У сезоні 2010/11 років став віцечемпіон Польщі, а рік потому став переможцем чемпіонату Польщі.
У липні 2013 року подав до суду на воротаря Даніеля Павловського за порушення його особистих прав при перегляді й аналізу відео. Ця справа набула широкого резонансу в спортивних ЗМІ. По завершенні сезону 2013/14 років, в якому він разом зі «Шльонськом» виграв «Групу спадкову» (турнір за право збереження прописки в Екстраклясі), розірвав контракт з клубом і оголосив про завершення ігрової кар'єри.
10 місяців перебував у статусі вільного агента, допоки не підписав контракт до завершення сезону 2014/15 років з «Пршибрамом». Потім виступав у клубі «Земплін» (Михайлівці.
До складу клубу «Ягеллонія» приєднався 17 червня 2016 року, підписавши 1-річний контракт. Станом на 23.03.2017 відіграв за команду з Білостока 25 матчів в національному чемпіонаті.

## Кар'єра в збірній
Двічі отримував виклик до національної збірної Словаччини, на поєдинки кваліфікації Чемпіонату світу 2006, який мав відбутися в Німеччині.

## Стиль гри
Вирізнявся спокієм та швидкою реакцією. Наслідував данського воротаря Пітера Шмайхеля, який вважав, що перед відповідальними матчами краще слухати музику задля заспокоєння.

## Досягнення
«Вентспілс»
- Кубок Латвії
  -  Володар (1): 2003

«Шльонськ»
- Екстракляса
  -  Чемпіон (1): 2011/12
  -  Срібний призер (1): 2010/11
  -  Бронзовий призер (1): 2011/12

«Ягеллонія»
- Екстракляса
  -  Срібний призер (1): 2016/17